# Ettore Chimeri
Ettore Muro Chimeri (Lodi, 4 de junho de 1924 – Havana, 27 de fevereiro de 1960) foi um automobilista venezuelano nascido na Itália. Correu apenas uma prova na Fórmula 1, o GP da Argentina de 1960.
Duas semanas após a corrida, Chimeri, já aposentado, se mudou para Cuba para correr uma prova no Aeroporto Militar de Camp Freedom. Entretanto, sua Ferrari 250TR bateu em uma barreira e caiu em um precipício de 40 metros de altura. O piloto sobreviveu às chamas, mas morreu no hospital três dias depois.